# هماوردی سپاهان و تراکتور
هماوردی سپاهان و تراکتور یکی از هماوردی‌های مهم فوتبال باشگاهی ایران به حساب می‌آید که بین دو باشگاه سپاهان و تراکتور انجام می‌شود.
دیدار دو تیم سپاهان و تراکتور، دیدار بین دو تا از تیم‌های پرطرفدار فوتبال ایران می‌باشد.
تیم فوتبال سپاهان دارای رکورد ۲۶ سال شکست ناپذیری در مقابل تراکتور میباشد . این تیم از تاریخ ۲۶-۰۲-۱۳۵۴ تا ۰۶-۰۹-۱۳۸۰ طی ۷ بازی هرگز از تراکتور شکست نخورده است.

## تاریخچه
از سال ۱۳۵۴ دو تیم سپاهان و تراکتورسازی تبریز دیدارهای مختلفی با یک‌دیگر برگزار کرده‌اند.
اولین جدال این دو تیم در تاریخ ۲۶ اردیبهشت ۱۳۵۴ در باغشمال تبریز با قضاوت عباس مقدس زاده  و در چهارچوب مسابقات جام تخت جمشید برگزار گردید. این بازی به تساوی ۱-۱ انجامید. در این دیدار احمد جفاری دردقیقه ۳۸ برای سپاهان اصفهان و عبدالرضا عطاری دردقیقه ۵۸ برای تراکتورسازی تبریز گلزنی کردند.
دیدار برگشت دو تیم در همان فصل با اولین برد تیم سپاهان همراه بود. سپاهان در این دیدار با نتیجهٔ یک بر صفر و با گل علیرضا رحیمی به برتری رسید.
اولین برد تراکتورسازی تبریز مقابل سپاهان اصفهان در تاریخ ۲۹ آذر ۱۳۷۰ رقم خورد. در این سال تراکتورسازی با نتیجهٔ ۳-۱ در تبریز و با دو گل سیروس دین محمدی و یک پنالتی از کریم باقری به برتری رسید.
این دو تیم ۵۱ بار در لیگ فوتبال ایران با یک‌دیگر روبه‌رو شده‌اند که سپاهان ۲۲ برد و تراکتور ۹ برد داشته‌اند و ۱۱ بازی نیز با تساوی خاتمه یافته‌است.

## نتیجه بازی‌ها
این جدول کامل نیست. با کامل کردن آن به ما کمک کنید.
| #  | تاریخ      | نتیجه | سپاهان                                      | تراکتور                                                         | ورزشگاه | مسابقات            | مربی سپاهان | مربی تراکتورسازی   | توضیحات             |
| -- | ---------- | ----- | ------------------------------------------- | --------------------------------------------------------------- | ------- | ------------------ | ----------- | ------------------ | ------------------- |
| ۱  | ۱۳۵۴-۰۲-۲۶ | ۱-۱   | احمد جفاری(۳۸)                              | عبدالرضا عطاری(۵۸)                                              | تبریز   | جام تخت جمشید ۱۳۵۴ | یاوری       | بیاتی              | داور عباس مقدس زاده |
| ۲  | ۱۳۵۴-۰۸-۱۶ | ۰-۱   | علیرضا رحیمی(۳۰)                            | -                                                               | اصفهان  | جام تخت جمشید ۱۳۵۴ | یاوری       | بیاتی              | داور منوچهر نظری    |
| ۳  | ۱۳۵۶-۰۲-۲۲ | ۰-۰   | -                                           |                                                                 | تبریز   | جام تخت جمشید ۱۳۵۶ | یاوری       | بیاتی              | داور: محسن زمانی    |
| ۴  | ۱۳۵۶-۰۹-۲۵ | ۰-۱   | حسن آذرنیا(گ.خ) (۶۰)                        | -                                                               | اصفهان  | جام تخت جمشید ۱۳۵۶ | یاوری       | بیاتی              | داور:ارشدبرازنده    |
| ۵  | ۱۳۶۸-۰۶-۳۱ | ۰-۲   | فرهاد منصف (۷۳)، حسین طلا‌کش (۴۷)،           | -                                                               | اصفهان  | لیگ قدس            | حسن آذرنیا  | منصور ابراهیم زاده | داور:جواد فصیح فر   |
| ۶  | ۱۳۶۸-۱۰-۰۱ | ۰-۰   | -                                           | -                                                               | تبریز   | لیگ قدس            | حسن آذرنیا  | منصور ابراهیم زاده | داور:علیرضا قوی دست |
| ۷  | ۱۳۸۰-۰۹-۰۶ | ۰-۰   | -                                           | -                                                               | تبریز   | لیگ اول            | استانکو     | یاوری              |                     |
| ۸  | ۱۳۸۱-۰۱-۲۶ | ۱-۰   | -                                           | فرشباف (۳۰)                                                     | اصفهان  | لیگ اول            | استانکو     | شیخ‌لاری            | [ ۵ ]               |
| ۹  | ۱۳۸۸-۰۷-۱۹ | ۱-۳   | آل‌نعمه (۵۸)، عماد رضا (۶۵)(۷۳)              | محبی (۲+۹۰)                                                     | اصفهان  | لیگ نهم            | قلعه‌نویی    | کمالوند            |                     |
| ۱۰ | ۱۳۸۸-۱۲-۱۵ | ۱-۱   | ابراهیم توره (۹)                            | خیرخواه (۶)                                                     | تبریز   | لیگ نهم            | قلعه‌نویی    | کمالوند            |                     |
| ۱۱ | ۱۳۸۹-۰۸-۰۷ | ۰-۱   | ابراهیم توره (۵)                            | -                                                               | اصفهان  | لیگ دهم            | قلعه‌نویی    | کمالوند            | [ ۶ ]               |
| ۱۲ | ۱۳۹۰-۰۱-۲۶ | ۱-۳   | ابراهیم توره (۲۶)(۸۰)، بنگر (۶۹)            | حاج‌صفی (گ.خ) (۴۷)                                               | تبریز   | لیگ دهم            | قلعه‌نویی    | کمالوند            | [ ۶ ]               |
| ۱۳ | ۱۳۹۰-۰۷-۲۲ | ۱-۲   | عماد رضا (۶)، آل‌نعمه (گ.خ) (۱۵)             | فلاویو لوپز (۹۰)                                                | اصفهان  | لیگ یازدهم         | قنبری       | قلعه‌نویی           | [ ۶ ]               |
| ۱۴ | ۱۳۹۰-۱۲-۲۲ | ۱-۰   | -                                           | رودریگو توسی (۵۸-پنالتی)                                        | تبریز   | لیگ یازدهم         | کرانچار     | قلعه‌نویی           | [ ۶ ]               |
| ۱۵ | ۱۳۹۱-۰۸-۰۴ | ۴-۱   | ابراهیمی (۵۵)                               | سیدصالحی (۱۵)(۵۲)، فلاویو لوپز (۵۸-پنالتی)، اشجاری (گ.خ) (۱+۹۰) | اصفهان  | لیگ دوازدهم        | کرانچار     | اولیویرا           | [ ۶ ]               |
| ۱۶ | ۱۳۹۱-۱۲-۲۸ | ۱-۳   | خلعتبری (۱۵)، طالبی (۲۹)، محرم نویدکیا (۵۶) | گیلسون سوآرز (۸۸)                                               | تبریز   | لیگ دوازدهم        | کرانچار     | اولیویرا           | [ ۷ ]               |
| ۱۷ | ۱۳۹۲-۰۵-۲۰ | ۱-۰   | -                                           | کریمی (۷۰-پنالتی)                                               | اصفهان  | لیگ سیزدهم         | کرانچار     | جلالی              | [ ۶ ]               |
| ۱۸ | ۱۳۹۲-۰۹-۲۹ | ۱-۲   | شریفی (۲+۴۵)، ابراهیمی (۱+۹۰)               | انصاری‌فرد (۸۳)                                                  | تبریز   | لیگ سیزدهم         | کرانچار     | جلالی              | [ ۸ ]               |
| ۱۹ | ۱۳۹۳-۰۷-۰۴ | ۱-۱   | خلعتبری (۴۸)                                | خلیل‌زاده (گ.خ) (۷۰)                                             | تبریز   | لیگ چهاردهم        | فرکی        | خطیبی              |                     |
| ۲۰ | ۱۳۹۴-۰۱-۲۳ | ۱-۲   | شیمبا (۷۶-پنالتی)، رسول نویدکیا (۹۰)        | ادینیو (۴۵)                                                     | اصفهان  | لیگ چهاردهم        | فرکی        | اولیویرا           |                     |
| ۲۱ | ۱۳۹۴-۰۶-۲۴ | ۰-۰   |                                             |                                                                 | اصفهان  | لیگ پانزدهم        | فرکی        | اولیویرا           |                     |
| ۲۲ | ۱۳۹۴-۱۱-۲۹ | ۲-۱   | رسول نویدکیا(۱۳)                            | آلویس نانگ(۲۹)شریفی(۴+۹۰)                                       | تبریز   | لیگ پانزدهم        | استیماچ     | اولیویرا           | [ ۹ ]               |
| ۲۳ | ۱۳۹۵-۰۹-۲۶ | ۱-۲   | محمدی (۲۴)، حاج‌صفی (۵۶)                     | حاتمی (۷۱)                                                      | تبریز   | لیگ برتر شانزدهم   | ویسی        | قلعه‌نویی           |                     |
| ۲۴ | ۱۳۹۶-۰۲-۰۹ | ۰-۲   | محمدی (۴۱)، بهزادی (۸۹)                     | -                                                               | اصفهان  | لیگ شانزدهم        | کرانچار     | قلعه‌نویی           |                     |
| ۲۵ | ۱۳۹۶-۰۸-۲۹ | ۰-۳   | انصاری (۴)، (۴۸) کریمی (۸۴)                 | -                                                               | اصفهان  | لیگ هفدهم          | کرانچار     | گل‌محمدی            |                     |
| ۲۶ | ۱۳۹۷-۰۱-۱۸ | ۱-۱   | شریفی (۷۱)                                  | اسماعیلی‌فر (۴۵)                                                 | تبریز   | لیگ هفدهم          | ابراهیم‌زاده | ساغلام             | [ ۱۰ ]              |
| ۲۷ | ۱۳۹۷-۶-۰۲  | ۲-۲   | شهباززاده (۳۵)، پورقاز (۸۸)                 | استوکس (۷۳)، اسماعیلی‌فر (۱+۹۰)                                  | اصفهان  | لیگ هجدهم          | قلعه‌نویی    | توشاک              |                     |
| ۲۸ | ۱۳۹۷-۱۲-۱۰ | ۲-۰   | -                                           | مهدی پور (۳۸)، استوکس (۸۸)                                      | تبریز   | لیگ هجدهم          | قلعه‌نویی    | لیکنز              |                     |
| ۲۹ | ۱۳۹۸-۰۸-۱۴ | ۰-۲   | شهباززاده (۴۴)، استنلی (۵۱)                 | –                                                               | اصفهان  | لیگ نوزدهم         | قلعه‌نویی    | دنیزلی             |                     |
| ۳۰ | ۱۳۹۹-۰۴-۲۷ | ۲-۱   | رفیعی (۲۲)                                  | حاج صفی (۱۴)، اسدی (۴+۴۵)                                       | تبریز   | لیگ نوزدهم         | قلعه‌نویی    | الهامی             |                     |
| ۳۱ | ۱۳۹۹-۰۹-۰۷ | ۰-۱   | نژادمهدی (۲۸)                               | -                                                               | تبریز   | لیگ بیستم          | نویدکیا     | منصوریان           |                     |
| ۳۲ | ۱۳۹۹-۱۲-۲۸ | ۰-۲   | شهباززاده (۱۹)، سلمانی (۸۱)                 | -                                                               | اصفهان  | لیگ بیستم          | نویدکیا     | خطیبی              |                     |
| ۳۳ | ۱۴۰۰-۰۸-۲۸ | ۰-۰   | -                                           | -                                                               | اصفهان  | لیگ بیست و یکم     | نویدکیا     | سولدو              |                     |
| ۳۴ | ۱۴۰۰-۱۲-۰۹ | ۲-۲   | نورافکن (۴۰)، جهانی (۸۹)                    | بابایی (۴۵)، عباس‌زاده (۷۱)                                      | تبریز   | لیگ بیست و یکم     | نویدکیا     | ساغلام             |                     |
| ۳۵ | ۱۴۰۱-۰۷-۲۸ | ۲-۴   | مرادی (۷) (۳۹)، رضاییان (۲۶)، مغانلو (۸۴)   | رضایی (۵۵)، کریمی (۷۴ گ.خ)                                      | اصفهان  | لیگ بیست و دوم     | مورایس      | بردیف              |                     |
| ۳۶ | ۱۴۰۲-۰۱-۱۸ | ۱-۰   | -                                           | اسدی (۶۴-پنالتی)                                                | تبریز   | لیگ بیست و دوم     | مورایس      | خمز                |                     |
| ۳۷ | ۱۴۰۲-۰۵-۱۹ | ۱-۳   | مغانلو (۱۱)، اسدی (۲۵)، شکاری (۶۱)          | کریم‌آذر (۸۹)                                                    | اصفهان  | لیگ بیست و سوم     | مورایس      | خمز                |                     |
| ۳۸ | ۱۴۰۳-۰۱-۱۵ | ۰-۰   | -                                           | -                                                               | تبریز   | لیگ بیست و سوم     | مورایس      | خمز                |                     |
| ۳۹ | ۱۴۰۳-۰۷-۰۶ | ۱-۰   | -                                           | امیرحسین حسین زاده(۱+۴۵)                                        | اصفهان  | لیگ بیست و چهارم   | مورایس      | اسکوچیچ            | [ ۱۱ ]              |
| ۴۰ | ۱۴۰۳-۱۲-۰۹ | ۰-۰   | -                                           | -                                                               | تبریز   | لیگ بیست و چهارم   | کارترون     | اسکوچیچ            | [ ۱۲ ]              |

## خلاصه نتایج

### مجموع مسابقات
| تیم     | بازی | برد | تساوی | باخت | گل‌های‌زده | گل‌های‌خورده | تفاضل‌گل | امتیاز |
| ------- | ---- | --- | ----- | ---- | -------- | ---------- | ------- | ------ |
| سپاهان  | ۴۵   | ۲۴  | ۱۲    | ۹    | ۶۱       | ۳۵         | ۲۶+     | ۸۳     |
| تراکتور | ۴۵   | ۹   | ۱۲    | ۲۴   | ۳۵       | ۶۱         | ۲۶-     | ۳۹     |

### نتایج در لیگ برتر
| رقابت    | بازی | برد سپاهان | تساوی | برد تراکتور | گل‌زده سپاهان | گل‌زده تراکتور |
| -------- | ---- | ---------- | ----- | ----------- | ------------ | ------------- |
| لیگ برتر | ۳۱   | ۱۵         | ۸     | ۹           | ۴۵           | ۳۱            |

## گلزنان
| رتبه | نام               | گل زده | باشگاه             |
| ---- | ----------------- | ------ | ------------------ |
| ۱    | ابراهیم توره      | ۴      | سپاهان             |
| ۲    | عماد رضا          | ۳      | سپاهان             |
| ۲    | رسول نویدکیا      | ۳      | سپاهان             |
| ۲    | سجاد شهباززاده    | ۳      | سپاهان             |
| ۲    | مهدی شریفی        | ۳      | سپاهان/تراکتورسازی |
| ۳    | احمد آل‌نعمه       | ۲      | سپاهان             |
| ۳    | امید ابراهیمی     | ۲      | سپاهان             |
| ۳    | محمدرضا خلعتبری   | ۲      | سپاهان             |
| ۳    | مهرداد محمدی      | ۲      | سپاهان             |
| ۳    | ساسان انصاری      | ۲      | سپاهان             |
| ۳    | عیسی مرادی        | ۲      | سپاهان             |
| ۳    | شهریار مغانلو     | ۲      | سپاهان             |
| ۳    | فلاویو لوپز       | ۲      | تراکتورسازی        |
| ۳    | سیدمهدی سیدصالحی  | ۲      | تراکتورسازی        |
| ۳    | دانیال اسماعیلی‌فر | ۲      | تراکتورسازی        |
| ۳    | آنتونی استوکس     | ۲      | تراکتورسازی        |
| ۳    | احسان حاج‌صفی      | ۲      | سپاهان/تراکتورسازی |
| ۳    | رضا اسدی          | ۲      | سپاهان/تراکتورسازی |
| ۴    | محسن بنگر         | ۱      | سپاهان             |
| ۴    | فرشید طالبی       | ۱      | سپاهان             |
| ۴    | محرم نویدکیا      | ۱      | سپاهان             |
| ۴    | شیمبا             | ۱      | سپاهان             |
| ۴    | علی کریمی         | ۱      | سپاهان             |
| ۴    | فرید بهزادی کریمی | ۱      | سپاهان             |
| ۴    | عزت‌الله پورقاز    | ۱      | سپاهان             |
| ۴    | کیروس استنلی      | ۱      | سپاهان             |
| ۴    | سروش رفیعی        | ۱      | سپاهان             |
| ۴    | محمد نژادمهدی     | ۱      | سپاهان             |
| ۴    | یاسین سلمانی      | ۱      | سپاهان             |
| ۴    | امید نورافکن      | ۱      | سپاهان             |
| ۴    | میلاد جهانی       | ۱      | سپاهان             |
| ۴    | رامین رضاییان     | ۱      | سپاهان             |
| ۴    | رضا شکاری         | ۱      | سپاهان             |
| ۴    | ناصر فرشباف       | ۱      | تراکتورسازی        |
| ۴    | امیر محبی         | ۱      | تراکتورسازی        |
| ۴    | فرهاد خیرخواه     | ۱      | تراکتورسازی        |
| ۴    | رودریگو توسی      | ۱      | تراکتورسازی        |
| ۴    | گیلسون سوآرز      | ۱      | تراکتورسازی        |
| ۴    | علی کریمی         | ۱      | تراکتورسازی        |
| ۴    | کریم انصاری‌فرد    | ۱      | تراکتورسازی        |
| ۴    | ادینیو            | ۱      | تراکتورسازی        |
| ۴    | آلویس نانگ        | ۱      | تراکتورسازی        |
| ۴    | فرزاد حاتمی       | ۱      | تراکتورسازی        |
| ۴    | مهدی مهدی‌پور      | ۱      | تراکتورسازی        |
| ۴    | پیمان بابایی      | ۱      | تراکتورسازی        |
| ۴    | محمد عباس‌زاده     | ۱      | تراکتورسازی        |
| ۴    | کاوه رضایی        | ۱      | تراکتورسازی        |
| ۴    | سعید کریم‌آذر      | ۱      | تراکتورسازی        |

## بازیکنان مشترک دو تیم
| - اکبر مالکی - منوچهر کبیریان - حبیب پاک‌نژاد - ناصر فرشباف - هدایت شهریاری - رضا حسن‌زاده - رسول خطیبی - عباس آقایی - احمد آل‌نعمه - فرزاد حاتمی - جواد کاظمیان - فرشید طالبی - احسان حاج‌صفی - سید مهدی سیدصالحی | - شهریار شیروند - مهدی کریمیان - حبیب گردانی - علی حمودی - شجاع خلیل‌زاده - مهدی شریفی - محمد نوری - محسن بنگر - سعید آقایی - شاهین ثاقبی - محمد ایرانپوریان - مهدی کیانی - خالد شفیعی |

## مربیان مشترک دو تیم
- محمود یاوری
- فیروز کریمی
- امیر قلعه‌نویی

## یادداشت
1. ↑   مهدی شریفی ۲ گل به عنوان بازیکن سپاهان و ۱ گل به عنوان بازیکن تراکتورسازی به ثمر رسانده است.
2. ↑   احسان حاج‌صفی ۱ گل به عنوان بازیکن سپاهان و ۱ گل به عنوان بازیکن تراکتورسازی به ثمر رسانده است.
3. ↑   رضا اسدی ۱ گل به عنوان بازیکن سپاهان و ۱ گل به عنوان بازیکن تراکتورسازی به ثمر رسانده است.